# Christian Skrein
Christian Skrein-Bumballa (geboren im April 1945) ist ein österreichischer Fotograf und Sammler.

## Leben und Werk
Seine Eltern waren der Journalist und Widerstandskämpfer Raoul Bumballa, Mitgründer der ÖVP, und dessen zweite Ehefrau, Ruthild geb. Grundmann. Sein Vater starb bereits 1947, als Christian Skrein zwei Jahre alt war. In den 1960er Jahren arbeitete Skrein als Bildreporter und war jüngster Fotograf der Zeitschrift Vogue. Er fotografierte damals überwiegend junge Künstler, Architekten und Intellektuelle, von denen viele später internationales Renommée erlangen konnten. Zumeist waren es Künstler, deren Laufbahn in Wien begann – beispielsweise Christian Ludwig Attersee, André Heller, Hans Hollein, Friedensreich Hundertwasser, Hermann Nitsch, Bernhard Paul, Walter Pichler, Arnulf Rainer und Oswald Wiener. Kurze Zeit war er der Porträtist der Künstler der Galerie nächst St. Stephan, der Wiener Gruppe und des Wiener Aktionismus.
Elisabeth Fiedler vom Museum Joanneum schreibt von „das Revolutionäre und Unangepasste in sich tragende[n], expressive[n] Aufnahmen, [...] die ein markantes und eindrucksvolles Bild dieser aufbrechenden geistigen Generation geben.“ Er fotografierte beispielsweise die Beatles, als sie in Hamburg aus dem Flugzeug stiegen, und die Rolling Stones, als sie ein Konzert in der Wiener Stadthalle gaben. Klassisch auch die Bildnisse von Joseph Beuys und Christo (beide in Kassel, 1968), von Christine Kaufmann im Nerz oder von Jochen Rindt beim Schifahren. Sein Polaroidfoto von Beuys diente Andy Warhol als Vorlage für eine Siebdruckserie. Skreins Arbeiten wurden unter anderem im Wien Museum am Karlsplatz und in der Neuen Galerie Graz gezeigt. Auf die Frage, wer ein guter Fotograf sei, antwortet Skrein: „Das ist einer, der ein ikonisches Bild geschossen hat.“
Skreins fotografische Laufbahn war kurz. Er ging dann nach Hollywood, um als Werbefilmer Geld zu verdienen. Skrein sammelt seit vielen Jahrzehnten  mit Leidenschaft Spitzenwerke der Fotografie und propagiert die Errichtung eines österreichischen Bundesmuseums für Fotografie. Noch bis 17. Oktober 2021 zeigt das Museum der Moderne am Salzburger Mönchsberg Teile seiner Sammlung. Der Titel der Schau lautet Tell Me What You See. Er selbst zählt sich zu den Top Three der internationalen Sammler von Fotografien. Zu seiner Sammlung zählen Werke von Berenice Abbott, Eddie Adams, Aenne Biermann, Ilse Bing, die Gebrüder Bisson, René Burri, Robert Capa, Henri Cartier-Bresson, Jewgeni Chaldej, Raúl Corrales Fornos, Alfred Eisenstaedt, Walker Evans, Andreas Feininger, Abe Frajndlich, Gisèle Freund, Mario Giacomelli, Andreas Groll, William Henry Jackson, Dorothea Lange, Robert Lebeck, Lisette Model, Nadar, Richard Peter, Man Ray, August Sander, Friedrich Seidenstücker, Giorgio Sommer, Francis Meadow Sutcliffe, Anton Josef Trčka, Edith Tudor-Hart, Umbo und Edward Weston. Gemeinsam mit seiner Frau Maria baute er seit den 1990er Jahren ein Konvolut kubanischer Fotografie auf, welches mehrere Tausend Aufnahmen umfasst. Schwerpunkte dieser Teilsammlung sind die Kubanische Revolution und die Lebenswirklichkeit in Kuba in den Jahren von 1953 bis 1968. Die Ausstellung The Eye of the Century (Snapshots from the Christian R. Skrein Archive) mit der begleitenden Buchpublikation wurde 2004 erstmals im Museum für angewandte Kunst gezeigt und war in der Folge im Nederlands Fotomuseum von Rotterdam, am Museum für Angewandte Kunst in Köln und am Deutschen Historischen Museum in Berlin zu sehen.
Skrein wohnt in St. Gilgen.

## Buchpublikationen
- Snapshots – The Eye of the Century, 2004, hg. gemeinsam mit Carl Aigner, Vince Aletti und Peter Noever
- Funny Pictures, 2005, mit Texten von Bodo von Dewitz
- Traffic, 2005, mit Texten von Bodo von Dewitz